# Переходный процесс

Затухающие колебания — типичный переходный процесс, при котором некоторый параметр какое-то время колеблется вокруг установившегося значения

Перехо́дный проце́сс — в теории систем, теории автоматического управления и связанных дисциплинах представляет собой изменения координат динамической системы во времени до некоторого установившегося состояния; возникает в результате изменения управляющих воздействий; влияния возмущающих воздействий, изменяющих её состояние, структуру или параметры, а также вследствие ненулевых начальных условий.

## Характеристики
Изучение переходных процессов — важный шаг в процессе анализа динамических свойств и качества рассматриваемой системы. Широкое применение нашло экспериментальное и аналитическое определение и построение переходных процессов для наиболее неблагоприятных условий работы динамической системы при внешних возмущениях типа дельта-функции (весовая характеристика), ступенчатом (переходная характеристика) или синусоидальных воздействиях.
Оценка качества САУ по виду кривой переходного процесса производится при помощи так называемых прямых показателей качества — перерегулирования, допустимого числа колебаний и времени переходного процесса. Обычно рассматривают переходный процесс, возникающий в системе при воздействии единичной ступенчатой функции, т. е. переходная функция замкнутой системы.

### Параметры переходного процесса

Типовой отклик на ступенчатое возмущение демпфированной линейной системы 2-го порядка.
– время до 1-го выброса;
– время запаздывания (время до достижение сигналом 50 % установившегося значения);
– время нарастания (время нарастания сигнала от 10 до 90 % установившегося значения);
– перерегулирование.

Время нарастания
Время нарастания {\displaystyle t_{\text{r}}} — это время, необходимое для изменения сигнала от заданного низкого значения до заданного высокого. Обычно эти значения составляют 10 % и 90 % от высоты ступеньки.
Перерегулирование
Перерегулирование {\displaystyle M_{\text{p}}} — это превышение сигнала или функции заданного значения. Перерегулирование часто сопровождается колебаниями около установившегося значения - так называемым "звоном".
Время установления
Время установления – это время, прошедшее с момента подачи ступенчатого входного сигнала до момента, когда выходной сигнал вошел и остался в зоне заданной погрешности установления, иными словами - это время, по истечении которого выполняется неравенство:
{\displaystyle |h(t)-h_{st}|\leqslant \epsilon ,}
где {\displaystyle h_{st}} — установившееся значение;
{\displaystyle \epsilon } — наперёд заданное положительное число.
В приложениях теории управления обычно в САУ принимают {\displaystyle \epsilon } равной 0,01—0,05 от {\displaystyle h_{st}}, т. е. переходный процесс считают закончившимся, когда переходная функция отличается по модулю не более, чем на 1–5 % от своего установившегося (стационарного) значения.
Задержка
Время задержки – это время, необходимое для того, чтобы отклик на возмущение достиг половины установившегося значения.
Время до первого выброса
Время до первого выброса {\displaystyle t_{\text{p}}} – это время, необходимое для того, чтобы отклик достиг первого пика.
Ошибка установления
Ошибка установления – это разница между желаемым конечным значением сигнала и фактическим значением в установившемся состоянии.

### Степень затухания переходного процесса
Степень затухания переходного процесса определяется относительным уменьшением соседних амплитуд переходной характеристики.
Числителем является амплитуда первого колебания. Степень затухания показывает во сколько раз уменьшается амплитуда второго колебания по сравнению с первым.
Степень затухания системы зависит от показателя колебательности {\displaystyle M} (см. ниже).

### Логарифмический декремент колебания
Логарифмический декремент колебания — натуральный логарифм отношения амплитуд двух соседних перерегулирований. Обратная ему величина показывает, за какое число колебаний их амплитуда уменьшается в {\displaystyle e} раз ({\displaystyle e} — основание натуральных логарифмов). Уместен лишь для характеристики линейных систем.

### Колебательность
Характеризует склонность системы к колебаниям и определяется как модуль отношения амплитуд второго колебания к амплитудам первого колебания. Колебательность системы характеризуют при помощи показателя колебательности {\displaystyle M}, который представляет собой отношение резонансного пика при резонансной частоте к значению АЧХ при нулевой частоте.
Показатель колебательности связан со степенью колебательности формулой:
{\displaystyle M={\frac {1+m^{2}}{2m}}.}
При увеличении {\displaystyle M}, уменьшается показатель колебательности {\displaystyle m} и соответственно происходит уменьшение степени колебательности.

### Установившаяся ошибка
Установившаяся ошибка системы — разница между предполагаемым и реальным значением выходного сигнала при времени, стремящемся к бесконечности. В идеальных астатических системах установившаяся ошибка равна нулю.

## Примеры

### Электрические цепи
В электрической цепи переходный процесс характеризуется плавным инерционным изменением тока и напряжения в цепи в ответ на приложенное внешнее воздействие.
Формула, описывающие протекание простейших переходных процессов (разряд конденсатора через резистор):
{\displaystyle U(t)=U_{0}e^{(-t/\tau )},\ } {\displaystyle \tau =RC,}
где {\displaystyle U_{0}} — значение напряжения на конденсаторе в момент перед началом переходного процесса,
{\displaystyle \tau } — постоянная времени переходного процесса, С — ёмкость, R — сопротивление элементов цепей.
Для цепей, содержащих индуктивность, если можно пренебречь активным сопротивлением, постоянная времени равна:
{\displaystyle \tau =L/R.}